# Silvio Guarnieri
Silvio Guarnieri (Feltre, 5 aprile 1910 – Treviso, 28 giugno 1992) è stato un critico letterario e saggista italiano.

## Biografia
Di famiglia borghese, si laureò all'Università di Firenze, prima in legge, per seguire la volontà paterna, poi in lettere, dopo l'incontro con Alessandro Bonsanti che lo introdusse all'ambiente del Caffè Le Giubbe Rosse, dove fece le prime durature amicizie letterarie con Montale, Gadda, Ferrata, Loria e Vittorini. Tra il 1931 e il 1937 pubblicò numerose recensioni su riviste quali "L'Italia Letteraria", "Letteratura", "Solaria", per le cui edizioni fece uscire anche i suoi primi lavori in volume. Già da questo periodo si procurò l'appellativo di enfant terrible del gruppo, per la severità di giudizio che esercitava, con sincero rigore morale e intellettuale, su tutti e su tutto, senza escludere sé stesso. Nell'autunno 1938, insofferente delle limitazioni imposte dalla censura fascista, lasciò l'Italia per recarsi in Romania come direttore dell'Istituto italiano di cultura e lettore di italiano all'Università di Timișoara. Iscrittosi già nel 1945 al Partito Comunista Italiano, restò fino al 1948 in Romania, dove pubblicò saggi letterari e contributi politici, tra l'altro, su Gramsci e Gobetti. Tornato in Italia, dopo un anno in Belgio, fu insegnante nelle scuole superiori e poi, per intercessione di Luigi Russo, all'Università di Pisa, città nella quale svolse anche attività politica come consigliere comunale. Nel 1980 tornò a Feltre, dove, oltre a dedicarsi alla letteratura memorialistica, fu ancora consigliere comunale. Postumi uscirono un suo volume di Corrispondenze (Milano, Lupetti - Lecce, Manni, 1996) e Lavori d'autunno (Lecce, Manni, 2012). Il suo archivio è conservato presso il Centro per gli studi sulla tradizione manoscritta di autori moderni e contemporanei dell’Università di Pavia.

## Vita privata
Si sposò con Franca Franceschini ed ebbe tre figlie: Antonia Zelinda detta Nina, Adriana e Valeria Luigia Giovanna. 

## Curiosità
- Fece da relatore ad Antonio Tabucchi.

## Opere principali
- Interpretazione di Machiavelli, Firenze, Solaria, 1934
- Lo spettatore appassionato, Firenze, Solaria, 1934
- Il costume letterario,  Firenze, Solaria, 1937
- Saggio su D'Annunzio, Firenze, Solaria, 1937
- Adevarata fata a Italiei (Il vero volto dell'Italia), Timișoara, Editura frontului antifascist al Italienilor din Romania, 1945
- Carattere degli italiani, Torino, Einaudi, 1948
- Cinquant'anni di narrativa in Italia, Firenze, Parenti, 1955
- Utopia e realtà, Torino, Einaudi, 1955
- Cronache feltrine, Vicenza, Neri Pozza, 1969
- Condizione della letteratura: saggi sulla letteratura italiana del Novecento, Roma, Editori riuniti, 1975
- L' intellettuale nel partito, Venezia, Marsilio, 1976
- Storia minore, Verona, Bertani, 1986
- Paesi miei: nuove cronache feltrine, Padova, Il poligrafo, 1989
- L' ultimo testimone: storia di una società letteraria, Milano, Mondadori, 1989
- Senza i conforti della religione, Roma, Editori riuniti, 1992